# Súper 8 2019 (rugby)
El Súper 8 de 2019 fue la segunda edición del torneo de rugby de segunda división de Chile.
El campeón del torneo fue el equipo de Sporting Rugby Club..

## Sistema de disputa
Cada equipo disputó encuentros frente a cada uno de los rivales en condición de local y de visitante, totalizando 14 partidos cada uno.
El equipo que finalizó en la primera posición transcurridas las 14 fechas se coronó campeón del torneo y consiguió el ascenso directo al Top 8, mientras que los ubicados entre el segundo y cuarto puesto disputaron un repechaje frente al séptimo clasificado del Top 8.
El último clasificado desciende directamente a tercera división.
Puntuación
Para ordenar a los equipos en la tabla de posiciones se los puntuará según los resultados obtenidos.
- 4 puntos por victoria.
- 2 puntos por empate.
- 0 puntos por derrota.
- 1 punto bonus por ganar haciendo 3 o más tries que el rival.
- 1 punto bonus por perder por siete o menos puntos de diferencia.

## Clasificación
| Pos. | Equipo                | Encuentros | Encuentros | Encuentros | Encuentros | Tantos | Tantos | Tantos | PB | PB | Puntos |
| Pos. | Equipo                | PJ         | PG         | PE         | PP         | F      | C      | Dif    | BO | BD | Puntos |
| ---- | --------------------- | ---------- | ---------- | ---------- | ---------- | ------ | ------ | ------ | -- | -- | ------ |
| 1.º  | Sporting Rugby Club   | 14         | 12         | 1          | 1          | 560    | 192    | +368   | 10 | 0  | 60     |
| 2.º  | Stade Francais        | 14         | 12         | 0          | 2          | 741    | 255    | +486   | 10 | 1  | 59     |
| 3.º  | Alumni SC             | 14         | 10         | 0          | 4          | 472    | 287    | +185   | 10 | 1  | 51     |
| 4.º  | Old Georgians         | 14         | 8          | 0          | 6          | 456    | 311    | +145   | 10 | 5  | 47     |
| 5.º  | Rucamanque Rugby Club | 14         | 6          | 1          | 7          | 313    | 284    | +29    | 6  | 2  | 34     |
| 6.º  | Old Newlanders        | 14         | 3          | 1          | 10         | 357    | 553    | -196   | 5  | 0  | 19     |
| 7.º  | Old Locks             | 14         | 3          | 1          | 10         | 215    | 487    | -272   | 3  | 2  | 19     |
| 8.º  | Viña RC               | 14         | 0          | 0          | 14         | 121    | 866    | -745   | 1  | 0  | 1      |

|  | Campeón, asciende al Top 8 2021.         |
|  | Clasificado al repechaje por el ascenso. |
|  | Desciende a tercera división.            |

| Bandera de Chile            |
| Campeón Sporting Rugby Club |